# Reinoud van Brederode (1567-1633)

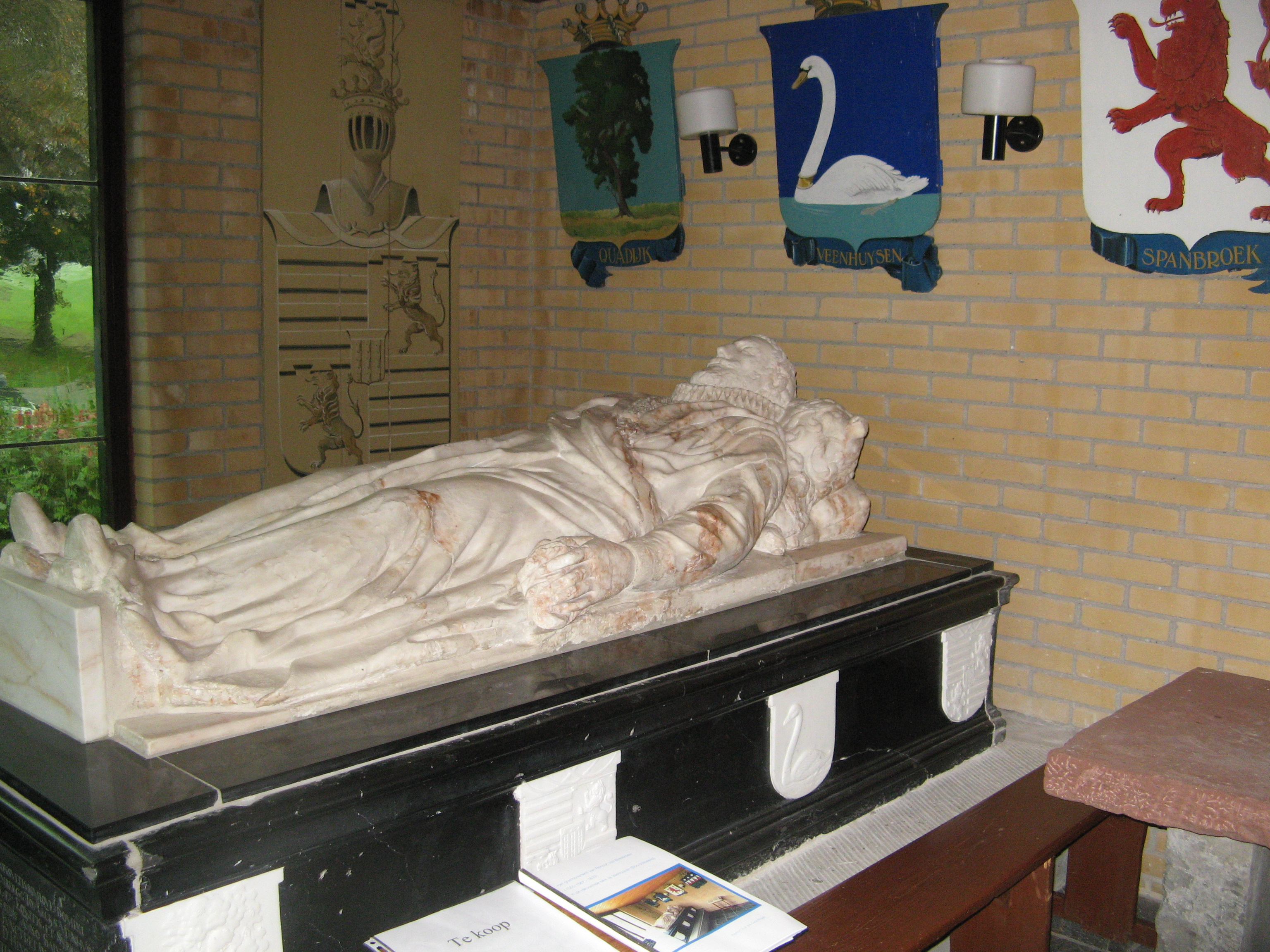
Grafmonument van Reinoud van Brederode (1567-1633)

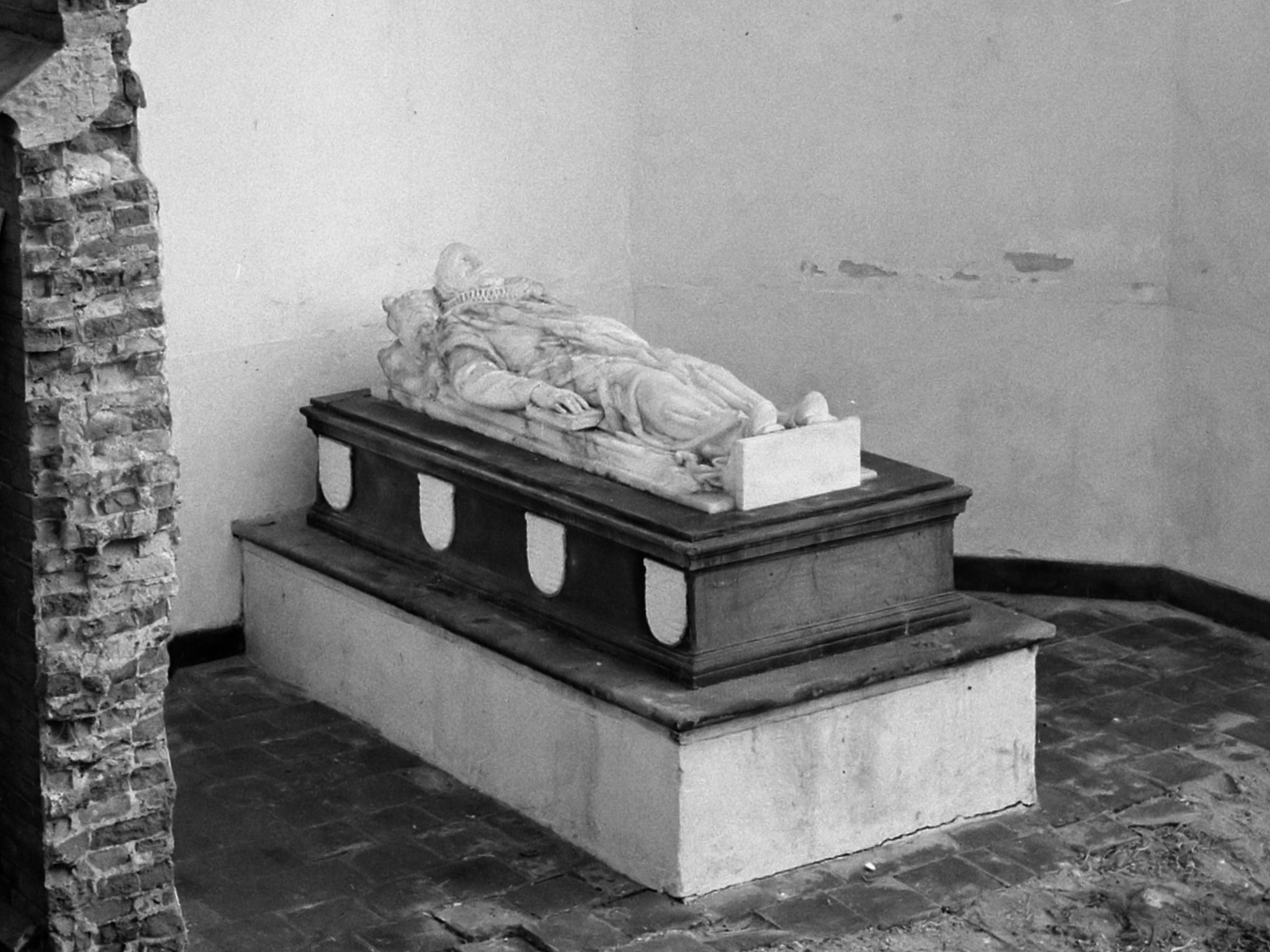
Tot 1965 stond de tombe van Reinoud van Brederode in een kapel in Veenhuizen. Nadat deze gesloopt was werd de tombe verhuisd naar zijn nieuwe plaats.

Reinoud van Brederode (Huis ter Kleef, Haarlem, 1567 - Den Haag, 7 januari 1633), heer van Veenhuizen, Spanbroek, Oosthuizen, Etersheim, Hobrede en Kwadijk, baron van Wezenberg, was een Nederlands edelman, rechter en diplomaat ten tijde van de Gouden Eeuw.
Van Brederode was een telg van het voorname adellijke huis Brederode en was de oudste zoon van Lancelot van Brederode en Adriana van Blois van Treslong. Zijn vader Lancelot, een bastaardzoon van Reinoud III van Brederode, speelde (net als Lancelots halfbroer Hendrik van Brederode) een belangrijke rol in de Tachtigjarige Oorlog: hij was viceadmiraal van de watergeuzen en kapitein tijdens het beleg van Haarlem en werd in 1573, na de val van Haarlem, onthoofd door de Spanjaarden.
Als schoonzoon van de staatsman Johan van Oldenbarnevelt werd Reinoud van Brederode op 20 april 1602 benoemd tot president-raadsheer van de Hoge Raad van Holland en Zeeland, het hoogste gerecht van deze provincies.
Van Brederode werd in 1615 als diplomatisch gezant naar Zweden en Rusland gestuurd en stond aan het hoofd van de Nederlandse delegatie die bemiddelde bij de Vrede van Stolbovo. Als dank werd hij in 1616 door de Zweedse koning Gustaaf II Adolf verheven tot friherre (baron). Hij kreeg hierbij de baronie Wezenberg, nu Rakvere in Noord-Estland. In augustus 1616 keerde van Brederode naar Nederland terug.
Toen zijn schoonvader Johan van Oldenbarnevelt in 1618 werd gearresteerd probeerde hij hem uit de gevangenis te halen, maar tevergeefs: van Oldenbarnevelt werd in 1619 ter dood veroordeeld en onthoofd.
Van Brederode was lid van de Ridderschap van Holland van 1603 tot 1619 en van 1632 tot 1633. In 1605 werd hij door koning Hendrik IV van Frankrijk verheven tot ridder van Frankrijk. Hij trouwde vier keer. Op 23 januari 1597 huwde hij met Geertruid van Oldenbarnevelt, dochter van Johan van Oldenbarnevelt en Maria van Utrecht. Ze kregen twee dochters, waaronder Elisabeth van Brederode, die bij het overlijden van haar vader de heerlijkheid Veenhuizen erfde. Na haar overlijden in 1601 trouwde hij in 1603 met Maria van der Duin, die vier jaar later stierf. Hun zoon Adam van Brederode stierf een jaar later, op vierjarige leeftijd. Hij trouwde in 1612 met Anna van Lijnen en kreeg een dochter. Na Annas dood in 1624 trouwde hij een vierde keer in 1630 met Petronella van Hiniossa.
Hij ligt begraven in een praalgraf in de Hervormde Kerk van Veenhuizen, een marmeren tombe met zijn levensgrote beeltenis.

## Voorouders
| Voorouders van Reinoud van Brederode | Voorouders van Reinoud van Brederode                                        | Voorouders van Reinoud van Brederode                                        | Voorouders van Reinoud van Brederode                                    | Voorouders van Reinoud van Brederode                                    | Voorouders van Reinoud van Brederode                                              | Voorouders van Reinoud van Brederode                                              | Voorouders van Reinoud van Brederode                                           | Voorouders van Reinoud van Brederode                                           |
| ------------------------------------ | --------------------------------------------------------------------------- | --------------------------------------------------------------------------- | ----------------------------------------------------------------------- | ----------------------------------------------------------------------- | --------------------------------------------------------------------------------- | --------------------------------------------------------------------------------- | ------------------------------------------------------------------------------ | ------------------------------------------------------------------------------ |
| Overgrootouders                      | Walraven II van Brederode (1462–1531) ∞ Margaretha van Borselen (1472–1507) | Walraven II van Brederode (1462–1531) ∞ Margaretha van Borselen (1472–1507) | ? (–) ∞ ? (–)                                                           | ? (–) ∞ ? (–)                                                           | Adriaan Lodewijk Blois van Treslong (1460–1526) ∞ Anna van Assendelft (1485–1544) | Adriaan Lodewijk Blois van Treslong (1460–1526) ∞ Anna van Assendelft (1485–1544) | Gerrit van Berkenrode (1480–1530) ∞ Adriana Jans van Goude (–)                 | Gerrit van Berkenrode (1480–1530) ∞ Adriana Jans van Goude (–)                 |
| Grootouders                          | Reinoud III van Brederode (1492–1556) ∞ Anna Simonsdochter (-)              | Reinoud III van Brederode (1492–1556) ∞ Anna Simonsdochter (-)              | Reinoud III van Brederode (1492–1556) ∞ Anna Simonsdochter (-)          | Reinoud III van Brederode (1492–1556) ∞ Anna Simonsdochter (-)          | Adelbert van Blois van Treslong (1515–1555) ∞ Catherina van Berkenrode (–1553)    | Adelbert van Blois van Treslong (1515–1555) ∞ Catherina van Berkenrode (–1553)    | Adelbert van Blois van Treslong (1515–1555) ∞ Catherina van Berkenrode (–1553) | Adelbert van Blois van Treslong (1515–1555) ∞ Catherina van Berkenrode (–1553) |
| Ouders                               | Lancelot van Brederode (–1573) ∞ Adriana van Blois van Treslong (1538-)     | Lancelot van Brederode (–1573) ∞ Adriana van Blois van Treslong (1538-)     | Lancelot van Brederode (–1573) ∞ Adriana van Blois van Treslong (1538-) | Lancelot van Brederode (–1573) ∞ Adriana van Blois van Treslong (1538-) | Lancelot van Brederode (–1573) ∞ Adriana van Blois van Treslong (1538-)           | Lancelot van Brederode (–1573) ∞ Adriana van Blois van Treslong (1538-)           | Lancelot van Brederode (–1573) ∞ Adriana van Blois van Treslong (1538-)        | Lancelot van Brederode (–1573) ∞ Adriana van Blois van Treslong (1538-)        |
| Reinoud van Brederode (1567–1633)    |                                                                             |                                                                             |                                                                         |                                                                         |                                                                                   |                                                                                   |                                                                                |                                                                                |